# Ignacio Socías
Ignacio Socías (Santiago, 24 de febrero de 1991) es un comediante y guionista chileno.

## Biografía
Nacido en Santiago, Socías ingresó en 2010 a estudiar Derecho en la Universidad de Chile. Después de tres años, se cambió a Periodismo por la misma casa de estudios, aunque no egresó de ninguna de las dos carreras.
Sus orígenes en la comedia inician tras su participación en el taller de Sergio Freire en 2011 en el Centro Cultural Balmaceda.
En 2014 se incorporó a la última temporada del programa televisivo El club de la comedia junto a Alto Yoyo, Laura Prieto, Josefina Nast y Lucas Espinoza. Ese mismo año participó en Comedy Central Presenta: Stand-up en Chile, el primer especial del canal Comedy Central grabado en Chile, junto a otros 13 comediantes locales.
Durante ese período, también realizó proyectos como la creación del programa Después de Todo (2015) de Sergio Nakazone en Canal 13, y tuvo algunos papeles en películas chilenas: Prueba de Actitud (2016) y Crisis (2017).[cita requerida]
Entre 2014 y 2017 condujo el programa radial El amor es más fuerte por Radio Injuv FM, junto a los comediantes Lucas Espinoza y Benito Espinosa.
En 2015, junto a Javier Gallegos, compañero de carrera en Derecho, lanzó el canal satírico de YouTube Frente Fracasados, definido como "comedia política en clave de periodismo”. Se trataba de cápsulas de humor político donde Socías realizó la labor de notero, cubriendo diferentes eventos sociales en Santiago. 
Al año siguiente lanzó la webserie de comedia Tiempos Mozos junto a Lucas Espinoza, la comediante Paloma Salas y los actores Paulina Moreno Vivanco, Martín Castillo y Gregory Cohen, con la banda sonora a cargo de Diego Lorenzini.
En abril de 2024 celebró diez años de trayectoria con un espectáculo en el Teatro Oriente de Providencia, Santiago. En diciembre del mismo año fue confirmado como humorista en el Festival del Huaso de Olmué 2025.

## Filmografía

### Televisión
| Año  | Programa                                   | Rol        | Canal          |
| ---- | ------------------------------------------ | ---------- | -------------- |
| 2014 | El club de la comedia                      | Gags       | Chilevisión    |
| 2014 | Comedy Central Presenta: Stand-up en Chile | Comediante | Comedy Central |

### Radio y podcasts
| Año           | Programa                    | Radio/Medio     |
| ------------- | --------------------------- | --------------- |
| 2014-2017     | El amor es más fuerte       | Injuv FM        |
| 2018-2019     | Como la vida misma          | Niu Radio       |
| 2021          | El carácter de la república | Spotify Studios |
| 2021-2023     | Lucas y Socías, una vez más | YouTube         |
| 2023-presente | Media Semana                | YouTube         |

### Webseries
- 2016: Tiempos Mozos, junto a Lucas Espinoza y Paloma Salas